# 네비치 FT
네비치 FT(Nebitçi Football Team)은 발카나바트를 연고로 하는 투르크메니스탄의 축구 클럽으로 현재 요카리 리가에 참가하고 있다.

## 성적
- 투르크메니스탄 리그: 우승 4회 (2004, 2010, 2011, 2012)
- 투르크메니스탄 컵: 우승 4회 (2003, 2004, 2010, 2012), 준우승 3회 (1998, 1999, 2001)
- 투르크메니스탄 슈퍼컵: 우승 3회 (2006, 2011, 2012), 준우승 1회 (2013)
- AFC 프레지던트컵: 우승 1회 (2013)

## 선수 명단

### 현역
참고: FIFA 자격 규정에 따라 소속된 국가대표팀 국기를 표시합니다. 선수는 복수의 FIFA 비회원국 국적을 가지고 있을 수 있습니다.
| 번호 | 포지션 | 국적 | 이름 |
| ---- | ------ | ---- | ---- |

| 번호 | 포지션 | 국적 | 이름 |
| ---- | ------ | ---- | ---- |

## 역대 감독
| 감독                | 임기   |
| ------------------- | ------ |
| 호자아메트 아라조프 | 2018   |
| 호자아메트 아라조프 | 2023 ~ |